# 加茂 (菊川市)
加茂（かも）は、静岡県菊川市の大字である。本項では1889年（明治22年）の町村制施行時に同区域に存在した加茂村（かもむら）についても記す。

## 地理
菊川市中心部に位置する。東名高速道路菊川インターチェンジが所在し、菊川市の道路交通の拠点となっており、宅地化が進んでいる。東で本所・小出、西で中内田・月岡、南で東横地・西横地、北で西方、北と東で半済と隣接する。静岡県道37号掛川浜岡線で菊川駅および御前崎市と結ばれている。

### 河川
- 菊川

### 小字
- 打上下（うちあげした）
- 八幡前（はちまんまえ）
- 方吹（かたふき）
- 蓮ノ前（はすのまえ）
- 乱杭（らんぐい）
- 山東（さんとう）
- 海足（うたり）
- 栗林（くりばやし）
- 東狭間（ひがしはざま）
- 治郎前（じろうまえ）
- 深田（ふかだ）
- 野添（のぞえ）
- 万田（まんだ）
- 掛下（かけした）
- 山本（やまもと）
- 宮ノ西（みやのにし）
- 馬場（ばば）
- 尾花（おばな）
- 山田（やまだ）
- 西袋（にしぶくろ）
- 東門（ひがしもん）
- 川原田（かわらだ）
- 長池（ながいけ）
- 西狭間（にしはざま）
- 井口（いぐち）
- 宮ノ前（みやのまえ）
- 西原（にしはら）

## 歴史
- 「旧高旧領取調帳」[4]の記載によると、明治初年時点で旗本大久保氏・城氏・太田氏および三河吉田藩の相給であり、寺社領も存在した。
- 1868年（慶応4年）5月24日 - 徳川宗家が駿河府中藩に転封。それにともない遠江国内で領地替えが行われ、府中藩の管轄となる。
- 1869年（明治2年）8月7日 - 府中藩が静岡藩に改称。
- 1871年（明治4年）
  - 7月14日 - 廃藩置県により静岡県の管轄となる。
  - 11月15日 - 第1次府県統合により浜松県の管轄となる。
- 1876年（明治9年）8月21日 - 第2次府県統合により静岡県の管轄となる。
- 1889年（明治22年）4月1日 - 町村制施行に伴い、近世からの加茂村が単独で自治体を形成し、城東郡加茂村が発足。
- 1896年（明治29年）4月1日 - 郡制の施行により所属郡が小笠郡に変更。
- 1954年（昭和29年）1月1日 - 堀之内町、内田村、横地村、六郷村と合併して菊川町が発足。同日加茂村廃止。大字加茂となる。
- 2005年（平成17年）1月17日 - 菊川町が小笠町と合併して菊川市が発足。

## 世帯数と人口
2015年（平成27年）10月1日現在の世帯数と人口は以下の通りである。
| 大字 | 世帯数    | 人口    |
| ---- | --------- | ------- |
| 加茂 | 2,512世帯 | 6,292人 |

## 交通

### 鉄道路線
- 堀之内軌道（1899年 - 1935年）
  - 堀之内軌道線
    - 三軒家駅 - 円通寺駅

### バス
- しずてつジャストライン浜岡営業所
  - 菊川浜岡線：菊川駅 - 東名菊川 - 浜岡営業所

### 道路
- 東名高速道路
  - 菊川インターチェンジ
- 静岡県道37号掛川浜岡線
- 静岡県道79号吉田大東線
- 静岡県道245号川上菊川線

## 施設
- 菊川警察署
- 菊川市立加茂幼稚園（閉鎖）

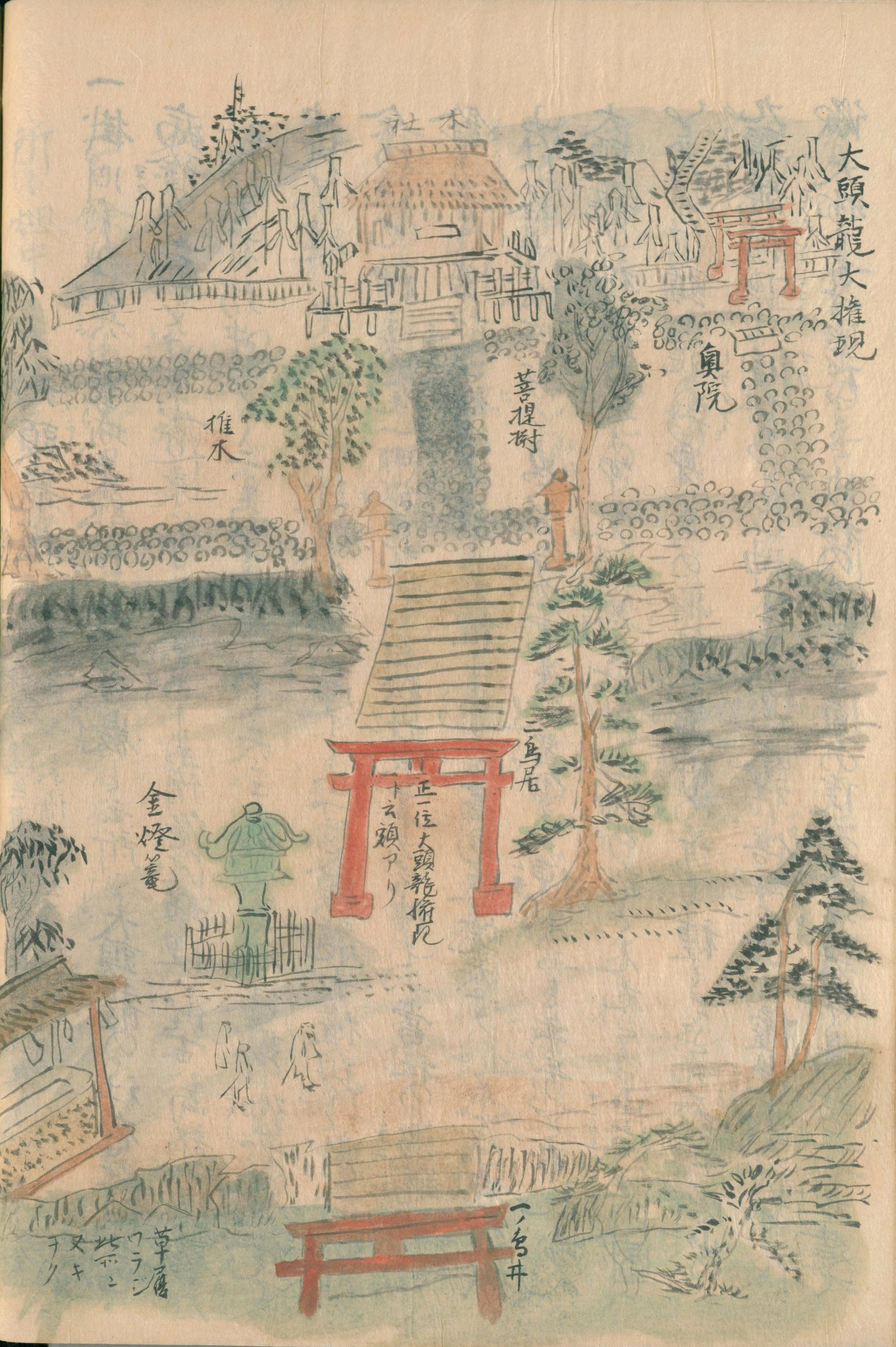
大頭龍神社を描いた江戸時代の彩色画（「大頭龍大権現」藤長庚編集『遠江古蹟圖會』1803年。国立国会図書館蔵）

  - 2014年4月、市立内田保育園と統合され、菊川市立おおぞら幼保園として、加茂地区の隣である内田地区に開園した。
- 菊川市立加茂小学校
- 菊川市立菊川西中学校
- 井成神社
- 大頭龍神社
- 円通寺
- 長正寺
- 綜合菊川自動車学校

## その他

### 日本郵便
- 郵便番号 : 439-0031[2]（集配局：菊川郵便局[5]）。

### 警察
町内の警察の管轄区域は以下の通りである。
| 番・番地等 | 警察署     | 交番・駐在所 |
| ---------- | ---------- | ------------ |
| 全域       | 菊川警察署 | 菊川駅前交番 |